# جایزه بزرگ سوئیس ۱۹۵۲
جایزه بزرگ سوئیس ۱۹۵۲ (انگلیسی: ‎1952 Swiss Grand Prix‎) یک مسابقهٔ موتوری در رشتهٔ اتومبیل‌رانی فرمول یک بود که در تاریخ ۱۸ مهٔ ۱۹۵۲ در پیست برمگارتن واقع در برن، سوئیس برگزار شد. این گراند پری در میان ۸ گراند پری در فصل ۱۹۵۲، مسابقهٔ شمارهٔ ۱ بود.
در این مسابقه که در ۶۲ دور و به مسافت ۴۵۱٫۳۶۰ کیلومتر (۲۸۰٫۴۶۲ مایل) برگزار شد، پول پوزیشن توسط نینو فارینا کسب شد و سریع‌ترین زمان برای طی یک دور پیست که برابر با ۲:۴۹٫۱ بود نیز توسط پیرو تاروفی به ثبت رسید.
پیرو تاروفی از تیم فراری، رودی فیشر از تیم فراری و ژان بهرا از تیم گوردینی به‌ترتیب مقام‌های اول تا سوم مسابقه را کسب کردند.

## رده‌بندی قهرمانی پس از مسابقه
| رده‌بندی قهرمانی رانندگان \| جایگاه \| راننده \| امتیاز \| \| -------- \| ----------- \| ------ \| \| ۱ \| پیرو تاروفی \| ۹ \| \| ۲ \| رودی فیشر \| ۶ \| \| ۳ \| ژان بهرا \| ۴ \| \| ۴ \| کن وارتن \| ۳ \| \| ۵ \| آلن براون \| ۲ \| \| منبع:[۱] \| \| \| |             |        |
| جایگاه | راننده      | امتیاز |
| ۱ | پیرو تاروفی | ۹      |
| ۲ | رودی فیشر   | ۶      |
| ۳ | ژان بهرا    | ۴      |
| ۴ | کن وارتن    | ۳      |
| ۵ | آلن براون   | ۲      |
| منبع: |             |        |

یادداشت
- تنها پنج جایگاه نخست از هر رده‌بندی نمایش داده شده‌است.